# 臺灣電影文化公司
臺灣電影文化事業股份有限公司（簡稱臺灣電影文化公司、臺影），為臺灣電影史上第一個大型電影製片廠。

## 大事紀
- 1945年11月1日，臺灣省行政長官公署宣傳委員會接收台灣總督府設立的台灣映畫協會與台灣報導寫真協會，合併為「臺灣省電影攝製場」，借用臺北市大稻埕港町第八水門德記洋行倉庫為場址。
- 1946年，臺灣省電影攝製場搬至台北植物園內，開始攝製新聞片。
- 1947年2月，臺灣省行政長官公署宣傳委員會遭裁撤，臺灣省電影攝製場改隸台灣省行政長官公署教育處。
- 1948年，臺灣省電影攝製場奉命開放民營，募集資本，擬改組為公司。
- 1949年4月，臺灣省電影攝製場奉命緩辦改組公司之議，同時改隸臺灣省政府新聞處，改名為「臺灣省政府新聞處電影製片廠」。

台灣省電影製片廠標誌

臺灣省電影製片廠辦公大樓

- 1955年，前國防部康樂總隊隊長龍芳接任臺灣省政府新聞處電影製片廠廠長，臺灣省政府新聞處電影製片廠開始拍攝劇情片。
- 1957年7月，臺灣省政府新聞處電影製片廠依據修正組織章程，改名為「臺灣省電影製片廠」，簡稱臺製廠。
- 1974年10月，奉臺灣省政府令，臺灣省電影製片廠遷至臺中縣霧峰鄉（今臺中市霧峰區）[2]原國立中央博物圖書院館聯合管理處北溝陳列室。
- 1976年，鑒於電視新聞普及，臺灣省電影製片廠開始以16釐米規格攝製電視新聞片，提供老三台播映。
- 1985年，臺灣省電影製片廠全面停止攝製新聞片，新聞片總輯數1319輯。
- 1987年1月，臺灣省議會通過臺灣省電影製片廠改組為公司。
- 1988年4月26日，臺灣省電影製片廠宣布將開拍其改組為公司以前的最後一部電影《上壘》，導演為劉益東，主要演員為楊慶煌、冼煥貞、石英、蕭大陸、文國華、李淑貞等。
- 1988年6月6日，臺灣省議會通過《臺灣電影文化事業股份有限公司組織規程》，臺灣省電影製片廠確定於同年7月1日更名為「臺灣電影文化事業股份有限公司」並跨足製作電視節目，臺灣省政府與老三台皆為其股東。
- 1988年6月15日，《臺灣電影文化事業股份有限公司組織規程》依臺灣省政府「77府人一字第48239號函」發布實施[3]。
- 1988年7月1日，因應《電影法》規定，臺灣省電影製片廠改組為「臺灣電影文化事業股份有限公司」，簡稱台影。
- 1990年，台影在霧峰片廠基地成立台灣電影文化城，為台灣首座以電影為主題的遊樂園。
- 1990年7月12日，台影決定於3年內在臺北縣中和鄉（今新北市中和區）興建一棟12層樓高的綜合大樓，將製片及行政業務全部轉移集中於該大樓，霧峰片廠則繼續經營台灣電影文化城與提供電影拍攝場地。
- 1990年代之後，好萊塢電影席捲台灣電影市場，國片逐漸衰微，台影也因出品量及票房大減而發展不振。
- 1996年7月30日，新黨臺灣省議會黨團召開記者會揭發台影多項弊端並指控前台影總經理饒曉明任內貪取不法利益超過新臺幣三億元，台影總經理張時坤說明事情並沒有那麼嚴重；不過，新黨台灣省議員楊泰順等人仍堅持臺灣省政府政風處應組成專案小組徹查本案，否則他們將杯葛台影1997年度預算。
- 1999年9月21日，台灣發生九二一大地震；台影因片廠位於斷層區，受創嚴重。1999年10月31日，在行政院的批示下，台影正式結束營業，行政院新聞局接管台影全部資產。
- 2000年6月22日，行政院新聞局電影事業處處長江傳清與國家電影資料館館長黃建業在行政院新聞局局長鍾琴見證下簽約，行政院新聞局委託國家電影資料館保管台影史料影片，行政院新聞局編列預算新臺幣兩億六千萬元給國家電影資料館用於保存及修補台影史料影片，國家電影資料館可依據相關收費規定外借完好的史料影片給民間單位使用[4]。
- 2010年6月11日14時整，國家電影資料館在臺北市北投溫泉博物館舉辦新書《台灣有影：台影新聞片中的電影》發表會，同時在北投溫泉博物館舉辦「數位成果展」展示國家電影資料館於近3年內進行台影影片數位化的成果，展期至同年7月4日止[5]。

## 成果
1956年，台灣省電影攝製場開始製作海外版新聞片，每3個月1輯，複製30部，請中華民國外交部發行海外；同時製作「國際交換版」新聞片，先後與美國國際通訊社（合眾國際社前身之一）等十餘國交換新聞片之發行及放映。1957年，台灣省電影製片廠新聞片增設16釐米農村版，使省政新聞片深入各縣市鄉鎮普遍播映。1961年，台灣省電影製片廠製作彩色寬銀幕規格的中華民國國慶新聞片，是台灣省電影製片廠第一部彩色新聞片。
1955年5月，台灣省電影攝製場推出其獨資自行拍攝之反共間諜黑白電影劇情片《罌粟花》，片長11,055呎，規格為35毫米、國語發音。1956年3月，台灣省政府新聞處電影製片廠推出自行拍攝之黑白電影劇情片《沒有女人的地方》，焦鴻英主演，唐紹華導演，片長9,989呎，規格為35毫米、國語發音。1957年6月，台灣省政府新聞處電影製片廠推出自行拍攝之黑白電影劇情片《黃帝子孫》，戴綺霞主演，白克執導，片長10,140呎，規格為35毫米、國台語發音，主題為消弭省籍隔閡。1959年1月，台灣省電影製片廠推出自行拍攝之黑白電影劇情片《翠嶺長春》，吳驚鴻主演，吳文超執導，片長8,583呎，規格為35毫米、國語發音，主題為宣導林業；拍攝《翠嶺長春》後，適逢台語片盛行，台灣省電影製片廠以其場地與器材設備協助台灣各家民營電影公司製作台語片，直到1962年始再度自行拍攝劇情片。1962年12月，台灣省電影製片廠推出自行拍攝之台灣第一部彩色寬銀幕古裝劇情片《吳鳳》，片長9,003呎，規格為35毫米、國語發音。1964年，為配合政策，台灣省電影製片廠與國聯影業合作耗資新台幣2,300餘萬元拍攝彩色寬銀幕古裝劇情片《西施》，分為上下兩集，片長20,000呎，規格為35毫米、國語發音，創下空前紀錄。

## 外部連結
- 台灣電影資料庫　紀錄片口述歷史記錄 - 李樹屏